# Софіївка-Романівщина (заказник)
Софі́ївка-Романі́вщина — лісовий заказник місцевого значення в Україні. Розташований у межах Ічнянської міської громади Прилуцького району Чернігівської області, між західною околицею міста Ічня і селом Хаєнки (поруч з селищем Софіївка).
Площа 603 га. Статус присвоєно згідно з рішенням Чернігівського облвиконкому від 23.09.1991 року № 215. Перебуває у віданні ДП «Прилуцьке лісове господарство» (Жадьківське л-во, кв.  22-27, 29-34).
Статус присвоєно для збереження частини лісового масиву з переважно сосновими насадженнями, у домішку — береза, дуб. До річки Іченьки прилягають ділянки з лучно-болотною рослинністю.
Заказник «Софіївка-Романівщина» входить до складу Ічнянського національного природного парку. В межах заказника розташоване заповідне урочище «Софіївка».